# حبيب أباد مزدك (سررود الشمالي)
حبیب أباد مزدك (بالفارسية: حبیب‌آباد مزدک) هي قرية تقع في إيران في قسم سررود الشمالي الريفي. يقدر عدد سكانها بـ 776 نسمة .